# Пошту-Санту
Пошту-Санту (порт. Posto Santo) — район (фрегезия) в Португалии, входит в округ Азорские острова. Расположен на острове Терсейра. Является составной частью муниципалитета Ангра-ду-Эроижму. Население составляет 967 человек на 2001 год. Занимает площадь 22,21 км².